# Lloyd Butler (cầu thủ bóng đá)
Lloyd Anthony Butler (sinh ngày 13 tháng 2 năm 1989) là một cựu cầu thủ bóng đá người Anh thi đấu ở vị trí tiền đạo trung tâm.

## Sự nghiệp
Sinh ra ở Grays, Butler dành sự nghiệp ban đầu cho bóng đá non-league với Billericay Town và Maldon Town.
Anh trải qua mùa giải 2009 với câu lạc bộ tại S.League Geylang United, ghi 3 bàn thắng.